# ブーイング
ブーイング（booing）とは、観客が出演者や選手などに対して不満や怒り、非難を表すために行われる行為である。日本語の「野次（やじ）」もこれに近いが、こちらはむしろ言葉をもって行われる。

## 概要
普通、舞台やグラウンドにいる出演者や選手などに向って「ブー」などと唸ることを指す。また、現在では、周りから一斉に非難を浴びることを「ブーイングを浴びる」、「ブーイングの嵐を浴びる」と言うことがある。テレビ放送のバラエティ番組では観客が「えー」と言い不満感を表すことさえも「ブーイング」とされることも多い。ブーイングとは逆に、賞賛を表す行為は、立ち上がって拍手をする、スタンディングオベーションである。
ブーイング、スタンディングオベーションのいずれも欧米圏での風習だが、近年では日本でも普通に見られるようになっている。
いわゆる「帰れコール」もブーイングの一種で、出演者や選手が舞台やグラウンドにいること（あるいはイベントや大会等に参加していること）自体を毛嫌いし、舞台やグラウンドからの退場を求める意味で行われることもある。

## オペラにおけるブーイング
特にカーテンコールの際に、個別に登場してくる歌手、指揮者、演出家に対して行われることが多い。アリアなどの直後に行われることもある。余程ひどい演奏をしない限りは歌手や指揮者がブーイングを受けることはあまりないが、保守的な観客が多いと、特に演出が斬新な場合に、演出家がブーイングを受けることがよくある。あまりのブーイングに、上演が中止になったり、公演が打ち切りになったりした例もある。
1815年、ローマでの《セビリャの理髪師》初演は、罵声が飛び嘲笑が起る、挙げ句に猫が舞台に放たれると、てんやわんやだった。1861年にパリで《タンホイザー》が上演された時の妨害も大変で、ワーグナーはすぐに作品を引っ込める破目になったという。
日本ではブーイングはあまり見られない。
悪役の俳優に対して賞賛の意味でブーイングをすることもある。

## スポーツにおけるブーイング
選手や審判、プレーに対して行われる。「ブー」と唸るだけでなく、指笛を鳴らしたり（アメリカや日本では賞賛だがヨーロッパでは野次に相当）、手の親指を立てて逆さまにすることもある（サムズアップに対するサムズダウン）。サッカーや野球などではよく見られるが、肯定派と否定派で善悪の意見が分かれている。また、一部のサッカーや野球のファンサイトでは、相手に威圧感を与える行為として、肯定・紹介しているところもある。アメリカンフットボールではクラウドノイズと呼ばれ、ひどすぎる場合罰則が適用されることもある。
サッカーの試合では、世界中のほぼ全てのチームにおいてサポーターの一部がブーイング行為をしているのが見受けられ、日本においてもJリーグ発足の1990年代から行われるようになった。
日本のプロ野球においては、主に牽制球が投げられた際に起こり、守備側のファンが拍手で掻き消すというシーンも見受けられる。
プロレスにおいては、悪役(ヒールもしくはルード)に対してブーイングを送ることがヒールに対する賛辞となっており、プロレス特有の特殊事例と言える。ただし、ベビーフェイス（善玉）へのブーイングは通常のブーイングと同じ意味である。また、単につまらない試合には“boring”（つまらない、退屈）チャントが発生する場合がある。
大相撲では、横綱が平幕力士に敗退した際に観客席で“座布団の舞”が起きるが、これは金星力士への賞賛とも横綱へのブーイングともとれる。
ブーイングの対象としては、選手・チームのプレーや試合経過等への不満、相手選手やサポーターに対する威圧、審判のプレーに対する判断に対しての不服などがある。